# Bourke Shire Council
Bourke Shire Council is een Local Government Area (LGA) in de Australische deelstaat New South Wales.